# Алибеков, Гаджимурад Магомедмурадович
Гаджимурад Магомедмурадович Алибеков (24 сентября 1998, п.г.т. Ачи-Су, Карабудахкентский район, Дагестан, Россия) — российский спортсмен, многократный победитель чемпионатов Европы и мира по грэпплингу, заслуженный мастер спорта России. 

## Спортивная карьера
В апреле 2018 года в Каспийске стал чемпионом Европы. В апреле 2019 года в Бухаресте стал чемпионом Европы. В сентябре 2019 года в Нур-Султане стал чемпионом мира. В феврале 2020 года стал чемпионом Европы в Риме. В апреле 2021 года стал чемпионом Европы в Варшаве. В марте 2022 года получил звание заслуженный мастер спорта России. В июле 2022 года удостоверение и соответствующий нагрудный знак ему вручил министр спорта республики Дагестан Сажид Сажидов.

## Личная жизнь
Является выпускником юридического факультета ИПиНБ Российской академии народного хозяйства и государственной службы в Москве.